# Sofie van den Enk
Sofie van den Enk (Heemskerk, 23 augustus 1980) is een Nederlands presentatrice voor zowel radio als televisie. Ze is werkzaam bij KRO-NCRV.

## Biografie
Van den Enk groeide op in Heemskerk en ging naar het Bonhoeffer College in Castricum. Ze studeerde in 2006 af aan de Rijksuniversiteit Groningen in de Amerikanistiek. Tijdens haar studie vormde ze met Anne Jan Toonstra het cabaretduo "Anne Jan en Sofie", dat in 2001 Cameretten in Rotterdam won. Begin 2006 werd ze verslaggever bij RTV Utrecht en presenteerde ze het nieuwsmagazine U Vandaag. Tijdens televisieseizoen 2007/2008 en 2008/2009 was ze Jakhals voor De Wereld Draait Door.
Vanaf september 2009 is Van den Enk als presentator bij de KRO te zien en te horen. Programmatitels daar zijn onder andere PS radio op 3FM, Hints, De Rekenkamer, Eureka, De Reünie Zapp, Puberruil Zapp, Eilanders, XXL, The Passion 2016 en Keuringsdienst van Waarde.
 In 2011 speelde Van den Enk de rol van Sandra van der Veer, Officier van Justitie in Seinpost Den Haag. Vanaf september 2012 speelde ze de rol van Roberta Pauw in de serie VRijland op Nederland 3.
In 2012 deed Van den Enk 6 afleveringen mee aan de tv-quiz De Slimste Mens. Van den Enk won in 2014 het veertiende seizoen van het AVRO-televisieprogramma Wie is de Mol? Aan het hoorspel Bonita Avenue naar het boek van Peter Buwalda, dat in 2014 door de NTR werd uitgezonden verleende ze haar medewerking. In januari 2016 was ze te zien in een aflevering van het BNN-programma De Gevaarlijkste Wegen Van De Wereld. Hierin reed ze samen met Ruud de Wild in een terreinwagen langs de oostkust van Madagaskar. Ze deed mee met het TLC-programma Op de ambulance met...
Sinds 2023 is Van den Enk te zien als expert in het televisieprogramma GoedNieuws Vandaag.
Van den Enk is columniste bij Opzij en bij Ouders van Nu. Tevens is zij Ambassadeur van Edukans.

## Onderscheidingen
- Winnaar van Cameretten met Anne Jan Toonstra in 2001.
- Winnaar van de Philip Bloemendal Prijs voor jong presentatietalent in 2008.[12]
- Winnaar van Wie is de Mol? in 2014